# Starkeyite
La starkeyite è un minerale appartenente al gruppo della rozenite.